# Élisabeth Belmas
Élisabeth Belmas est une historienne française spécialiste de l'histoire moderne.
Professeure émérite à l'université Sorbonne-Paris-Nord (Paris-13), elle est également membre de la Maison des Sciences de l'Homme Paris-Nord et du laboratoire IRIS (UMR 8156 CNRS-Inserm-EHESS-Université Sorbonne Paris Nord) et encadre de nombreuses thèses liées aux jeux et à la santé Elle a par ailleurs été directrice de l'UFR des lettres, sciences de l'homme et des sociétés (LSHS) et vice-présidente du conseil d'administration de l'Université Paris 13
L'enseignante-chercheuse est reconnue pour sa contribution à l'histoire sociale et culturelle française, et ses travaux sont régulièrement cités dans les études portant sur l'histoire des pratiques ludiques. Elle intervient régulièrement dans les médias (presse, radio) sur des sujets liés aux jeux de hasard et d'argent à travers l'histoire

## Contributions académiques
Les recherches d'Élisabeth Belmas portent principalement sur les pratiques sociales et culturelles de la France moderne, avec un intérêt particulier pour l'histoire des jeux et des loisirs. Elle est reconnue pour son ouvrage Jouer autrefois. Essai sur le jeu dans la France moderne (XVIᵉ-XVIIIᵉ siècle) qui explore les formes de jeux pratiquées en France entre le XVIᵉ et le XVIIIᵉ siècle et leur rôle social et culturel. Ses travaux abordent également les pratiques funéraires avec des publications telles que L’orchestration de la mort: Les funérailles, des temps modernes à l’époque contemporaine.